# Parlamentswahl in Island 1991
- G: 6
- V: 3
- A: 7
- B: 9
- D: 17

- G: 3
- V: 2
- A: 3
- B: 4
- D: 9

Die Parlamentswahl in Island 1991 fand am 20. April 1991 statt. Neu gewählt wurden die zwei Kammern (Unter- und Oberhaus) des nationalen Parlaments Althing. Zur Wahl standen 63 Abgeordnetensitze; davon 42 im Unterhaus und 21 im Oberhaus.
Die Wahl brachte einen Sieg der Unabhängigkeitspartei unter Davíð Oddsson, der Steingrímur Hermannsson von der Fortschrittspartei als Ministerpräsident ablöste. Davíðs Partei konnte 38,6 % der Stimmen auf sich vereinigen und erreichte damit 8 Sitze mehr. Allerdings war die erst 1987 gegründete Bürgerpartei (Borgaraflokkurinn), eine Abspaltung der Unabhängigkeitspartei, die bei der Parlamentswahl 1987 noch 10,9 % der Stimmen und 7 Sitze erhalten hatte, 1991 praktisch wieder in der Unabhängigkeitspartei aufgegangen.
Die Samtök um jafnrétti og félagshyggju (engl. Association for Equality and Social Justice, dt. Vereinigung für Gleichheit und soziale Gerechtigkeit), die bei der Wahl 1987 einen Sitz im Althing gewonnen hatte, war nicht mehr im Parlament vertreten.
Davíð bildete nach der Wahl eine Koalition mit der Sozialdemokratischen Partei.

## Wahlergebnis
Von den 182.768 Wahlberechtigten stimmten 160.142 ab, das entspricht einer Wahlbeteiligung von rund 87,6 %.
2.373 oder rund 1,5 % der Stimmen waren ungültig.
Im Einzelnen ergaben sich die folgenden Ergebnisse:
| Partei            | Partei                                 | Stimmen | Stimmen | Stimmen | Unterhaus | Unterhaus | Oberhaus | Oberhaus |
| Partei            | Partei                                 | Anzahl  | %       | +/−     | Sitze     | +/−       | Sitze    | +/−      |
| ----------------- | -------------------------------------- | ------- | ------- | ------- | --------- | --------- | -------- | -------- |
|                   | Unabhängigkeitspartei (D)              | 60.836  | 38,6    | +11,4   | 17        | +5        | 9        | +3       |
|                   | Fortschrittspartei (B)                 | 29.866  | 18,9    | —       | 9         | −1        | 4        | +1       |
|                   | Sozialdemokratische Partei Islands (A) | 24.459  | 15,5    | +0,3    | 7         | —         | 3        | —        |
|                   | Volksallianz (G)                       | 22.706  | 14,4    | +1,1    | 6         | +1        | 3        | —        |
|                   | Frauenallianz (V)                      | 13.069  | 8,3     | −1,8    | 3         | −1        | 2        | —        |
|                   | Sonstige                               | 6.833   | 4,3     | —       | —         | —         | —        | —        |
| Gesamt            | Gesamt                                 | 157.769 | 100,0   |         | 42        |           | 21       |          |
| Gültige Stimmen   | Gültige Stimmen                        | 157.769 | 98,5    |         |           |           |          |          |
| Ungültige Stimmen | Ungültige Stimmen                      | 2.373   | 1,5     |         |           |           |          |          |
| Wahlbeteiligung   | Wahlbeteiligung                        | 160.142 | 87,6    |         |           |           |          |          |
| Wahlberechtigte   | Wahlberechtigte                        | 182.768 | 100,0   |         |           |           |          |          |
| Quelle:           |                                        |         |         |         |           |           |          |          |

## Folgen
Nur einen Monat nach der Wahl, im Mai 1991, wurden Ober- und Unterhaus zusammengelegt, wodurch das Althing seitdem nur noch aus einer Kammer besteht.